# Rileya cecidomyiae
Rileya cecidomyiae är en stekelart som beskrevs av William Harris Ashmead 1888. Rileya cecidomyiae ingår i släktet Rileya och familjen kragglanssteklar. Inga underarter finns listade i Catalogue of Life.